# Всеволожский, Михаил Николаевич
Михаи́л Никола́евич Все́воложский (7 ноября 1917, с. Васильевка, Васильевская волость, Мелитопольский уезд, Таврическая губерния, Российская республика — 26 марта 2000, Москва, Россия) — советский государственный и партийный деятель, член ЦК КПСС (1976—1986), член ЦК КП Украины (1967—1986). Первый секретарь Запорожского обкома КП Украины (1966—1985), депутат Совета Союза Верховного Совета СССР VII—XI созывов. Герой Социалистического Труда (1975).

## Биография
Родился 7 ноября 1917 в селе Васильевка Васильевской волости Мелитопольского уезда Таврической губернии Российской республики.
Детство и юность Михаила прошли в Запорожье.
В 1936 г. окончил 3апорожский авиационный техникум. В 1937—1941 годах учился в Рыбинском авиационном институте.
Был комсомольским активистом авиамоторостроительного завода (теперь «Мотор Сич»)
В 1936-37 гг. и в 1941-43 гг. работал технологом на заводах в Воронеже, Рыбинске, Уфе.
С 1943 г. — на комсомольской и партийной работе. В 1945-46 гг. — второй, в 1946-49 гг. — первый секретарь Запорожского горкома ЛКСМ Украины. Работал в Ленинском райкоме, на различных должностях в аппарате обкома партии.
В 1953 окончил Высшую партийную школу при ЦК КП Украины.
Окончил Запорожский вечерний факультет Днепропетровского металлургического института в 1965 г. по специальности «Обработка металлов давлением».
В 1963-66 гг. — второй секретарь Запорожского обкома КПУ (в 1963-64 гг.- второй секретарь 3апорожского промышленного обкома КПУ).
C 24.03.1966 по 18.11.1985 — первый секретарь Запорожского областного комитета КПУ.
Член КПСС с 1944 года, член ЦК КПСС (в 1976—1986, кандидат с 1966). Член ЦК КП Украины (в 1967—1986, кандидат с 1966). Делегат XXIII—XXVI съездов КП Украины.
Депутат Совета Союза Верховного Совета СССР 7—11 созывов от Запорожской области.
С 1985 года находился на пенсии.
Умер 26 марта 2000 года, похоронен в Москве на Троекуровском кладбище.

## Награды и звания
- Герой Социалистического Труда (1974).
- Награждён четырьмя орденами Ленина (25.08.1971, 08.12.1973, 30.12.1974, 04.11.1977), тремя орденами Трудового Красного Знамени (28.10.1948, 26.02.1958, 20.05.1966), орденом «Знак Почёта» (27.04.1948), медалями, в том числе «За трудовую доблесть» (28.05.1948)[10].